# آب زهدانراهی
 آب زهدانراهی* یا هیدروکولپوس (به انگلیسی: Hydrocolpos)* تراکم نابهنجار مایع در واژن است. یکی از علل شایع این مشکل انسداد مادرزادی واژن است.*
انسداد اغلب ناشی از هایمن بسته یا به طورِ کمتر شایع وجود یک دیواره عرضی در واژن است.
این مایع از موکوس سرویکال و اندومتر یا در موارد نادر از ادرار تشکیل شده است که از طریق فیستول وزیکوواژینال، بالاتر از انسداد انباشته شده است.